# Gonomyia callisto
Gonomyia callisto är en tvåvingeart som beskrevs av Alexander 1956. Gonomyia callisto ingår i släktet Gonomyia och familjen småharkrankar.
Artens utbredningsområde är Uganda. Inga underarter finns listade i Catalogue of Life.